# Hauptfriedhof Stettin

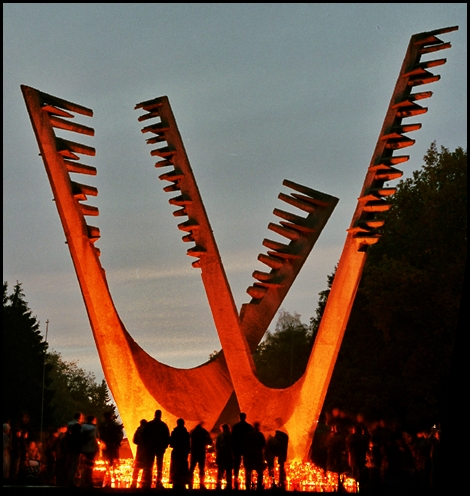
Denkmal der Waffenbrüderschaft (Pomnik Braterstwa Broni)

Der Hauptfriedhof Stettin, polnisch Cmentarz Centralny w Szczecinie, ist der kommunale Friedhof in Stettin (Polen). Mit seiner Fläche von über 167,8 Hektar und mehr als 300.000 Gräbern sowie seinem beständigen Wachstum ist es der größte Friedhof in Polen und der drittgrößte in Europa.

## Geschichte
Der Stettiner Hauptfriedhof wurde 1901 neu angelegt. Gestaltungsvorbild war der Friedhof Ohlsdorf in Hamburg. Seither ist er ununterbrochen in Benutzung und besitzt den polnischen Status eines geschützten Nationaldenkmals.
Der ältere Teil des Friedhofs wurde auf einer neuen Fläche in den westlichen Außenbezirken der Stadt eingerichtet. Entworfen wurde er von Wilhelm Meyer-Schwartau, einem damals renommierten Architekten aus Stettin. Die Gestaltung der Grünanlagen hat der Landschaftsarchitekt Georg Hannig ausgeführt. Wilhelm Meyer-Schwartau entwarf im gleichen Zeitraum auch die neoromanische Kapelle sowie eine monumentale 77 Meter lange Eingangsallee vom Haupttor auf diese Kapelle zu. Insgesamt gibt es elf Alleen die als Parkwege in den Friedhof hineinführen. Zielsetzung war es durch Nutzung der natürlichen Besonderheiten die Gesamtanlage in die vorhandene Landschaft einzupassen. Der Friedhof sollte sowohl eine malerische Parkanlage sein, als auch den Charakter des „Memorialparks“ besitzen. Die meisten Wege im alten Teil des Friedhofs sind verschlungen und durchziehen ihn in einem Netz von kleinen Kreisen. Der von Platanen flankierte Hauptweg führt vom Zentraleingang direkt auf die Kapelle zu und diese Hauptachse verbindet und teilt den alten und den neuen Bereich des Parkfriedhofs.
1929 wurde nahe der Kapelle das Krematorium aufgebaut. 1930 wurde bei der Erweiterung nach Westen eine zweite Kapelle im modernen Stil erbaut. Diese wurde durch Kriegseinwirkungen im Zweiten Weltkrieg zerstört und ungefähr 1984 endgültig abgerissen. Die Hauptkapelle wurde 1981 durch Feuer zerstört und es dauerte 13 Jahre, bis sie wieder aufgebaut war. Noch heute ist nur diese eine Kapelle auf dem Friedhof vorhanden, gegenüberliegend davon befindet sich ein Wasserbecken mit Springbrunnen.

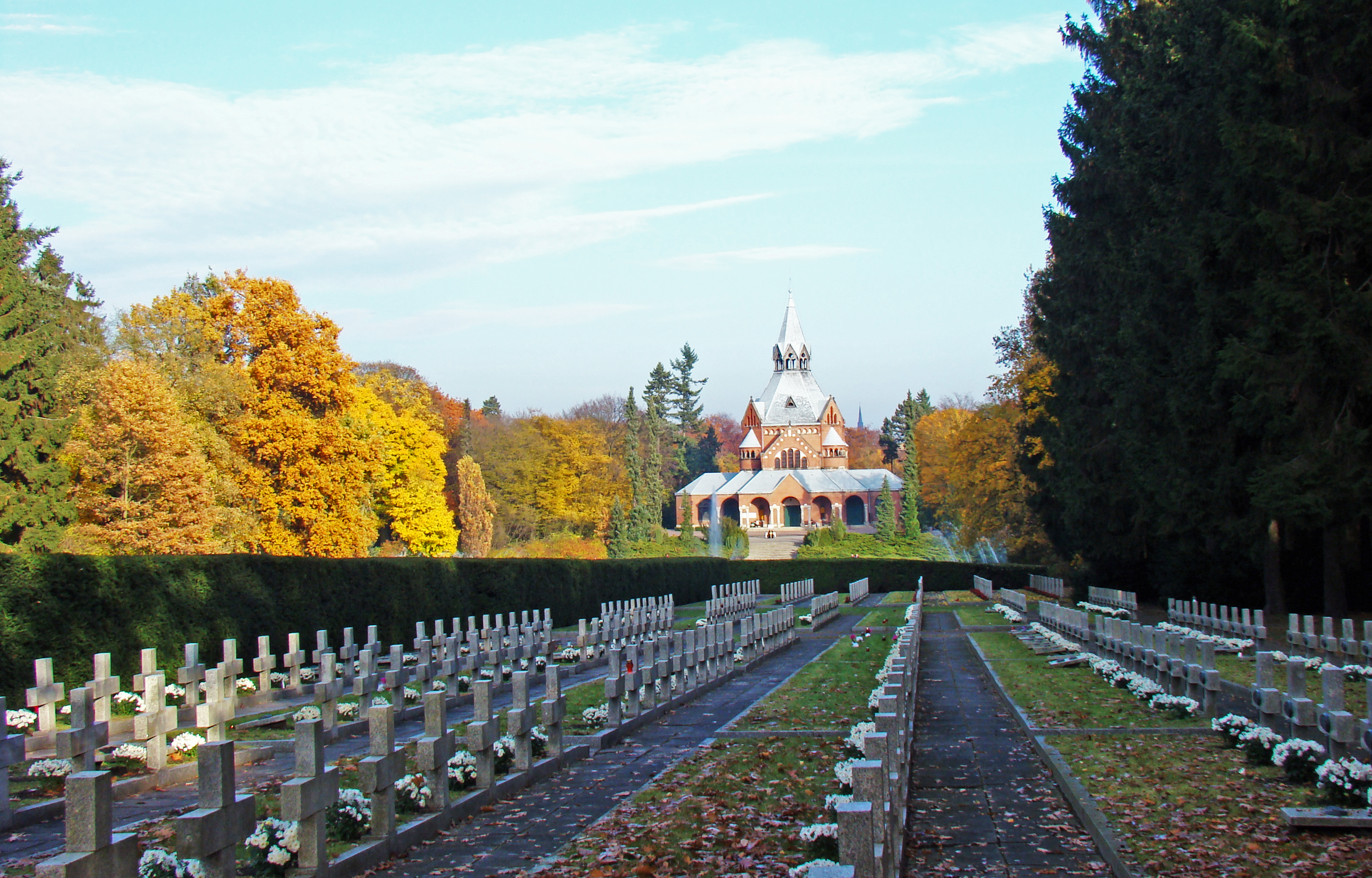
Blick zur Kapelle

Der neue westliche Teil des Friedhofs wurde 1930 auf einem ehemals militärisch genutzten Gelände eingerichtet. Hier verlaufen die meisten Wege gerade und parallel zu zwei Bächen, die das ganze Territorium durchfließen.
Vor Ort befinden sich viele Stellen von historischem Interesse, so ein Lapidarium mit alten Grabsteinen und Grabskulpturen. Auch eine alte Windmühle steht hier, die heute in ein Gartencenter eingegliedert ist. Es befinden sich hier Gräber von bemerkenswerten Menschen, wie Künstler und Politiker.

## Denkmale
Es gibt Monumente
- für die Gefallenen und Kriegsveteranen,
- für die Seeleute, die auf dem Meer blieben,
- für ungeborene Kinder und
- für die Opfer in den Konzentrationslagern.

Das wohl bekannteste Monument ist das Pomnik Braterstwa Broni (Denkmal der Waffenbrüderschaft), das 1967 von Sławomir Lewiński gestaltet wurde. Es ist ein Militärdenkmal, das einen geflügelten Husaren zeigt, und es steht auf einem Hügel an der Hauptachse. Vom Hügel besteht ein großartiger Blick auf die Hauptkapelle.
Der Hauptfriedhof selbst ist ein kolossaler Park im Zentrum der Stadt mit einer großen Anzahl alter Bäume unterschiedlicher Art und zu Figuren geschnittenen immergrünen Koniferenbüschen. Damit ist er einem großen botanischen Garten gleich, der nicht nur in Stettin mit dieser Originalsammlung von Bäumen und Büschen seinesgleichen sucht. Einige Teile des Friedhofs sind noch in sehr natürlichem Zustand mit Dickichten und Wiesen. Besonders zu erwähnen sind die Grüngürtel entlang der zwei Bäche. So entstehen sehr wichtige Lebensräume für kleine Tiere, Vögel und Insekten mitten in der Stadt. Es sind Füchse, Hasen, Igel, wilde Enten und rote Eichhörnchen angesiedelt, so gibt es auch einen Lehrpfad mit Fotos und Informationen zu diesen Wildtieren im Friedhof.
Andererseits ist der Hauptfriedhof selbst ein Kulturdenkmal, nach seiner Einrichtung vor hundert Jahren im deutschen Stettin wird er nach wie vor im polnischen Stettin genutzt und auch von Touristen besucht.

## Bilderserie

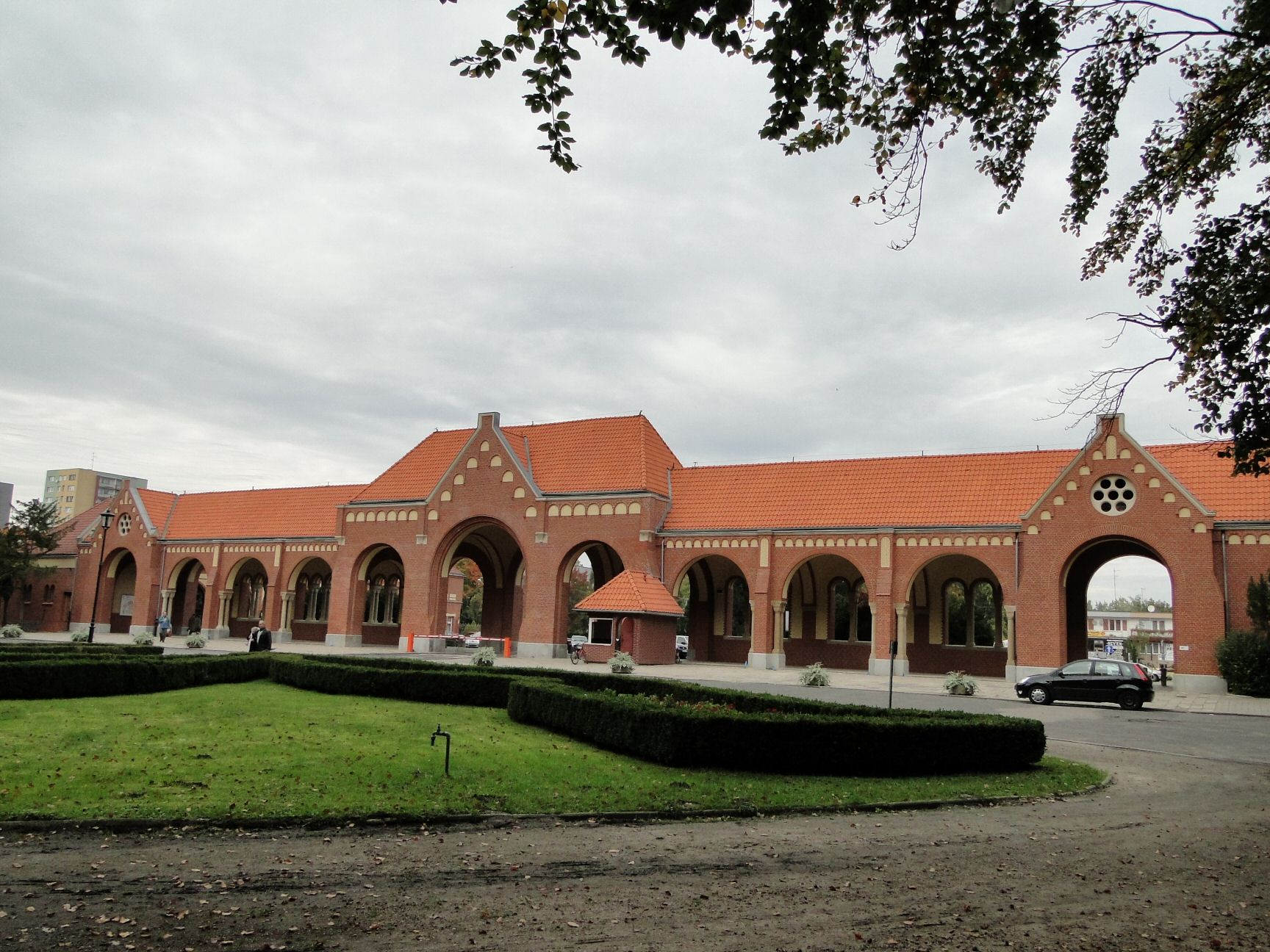
Haupttor
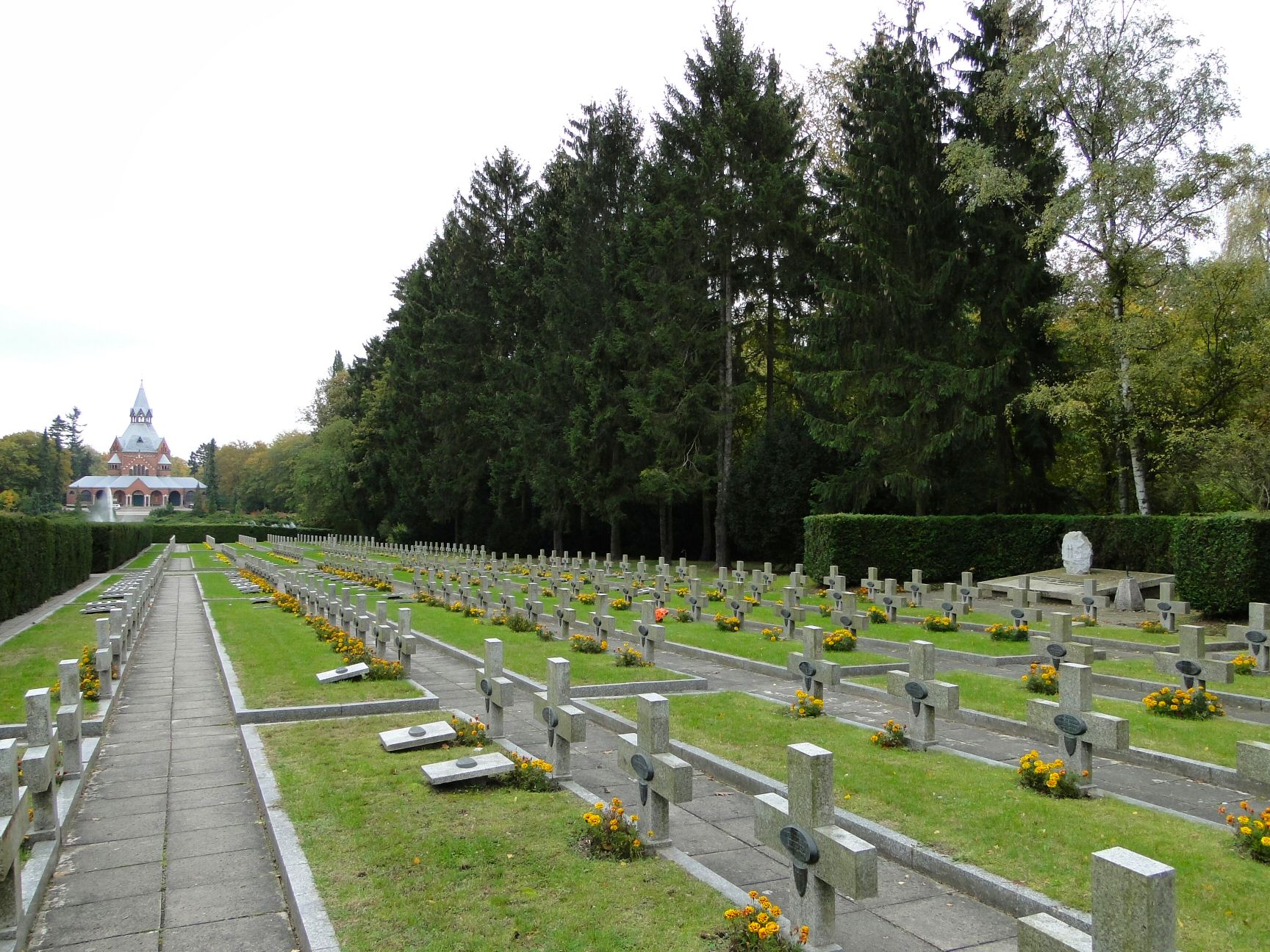
Kriegsgräber
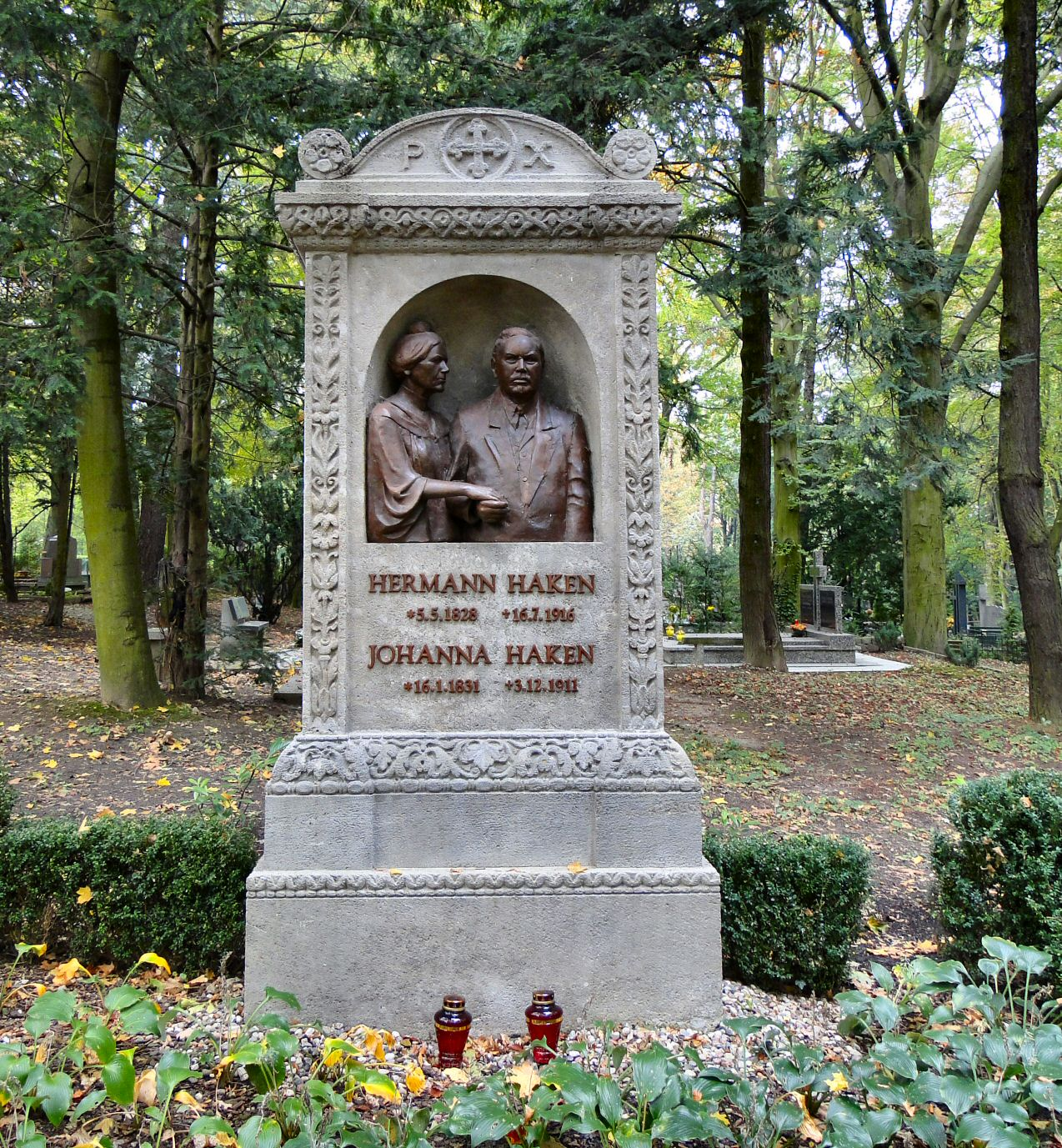
Grabstätte Haken
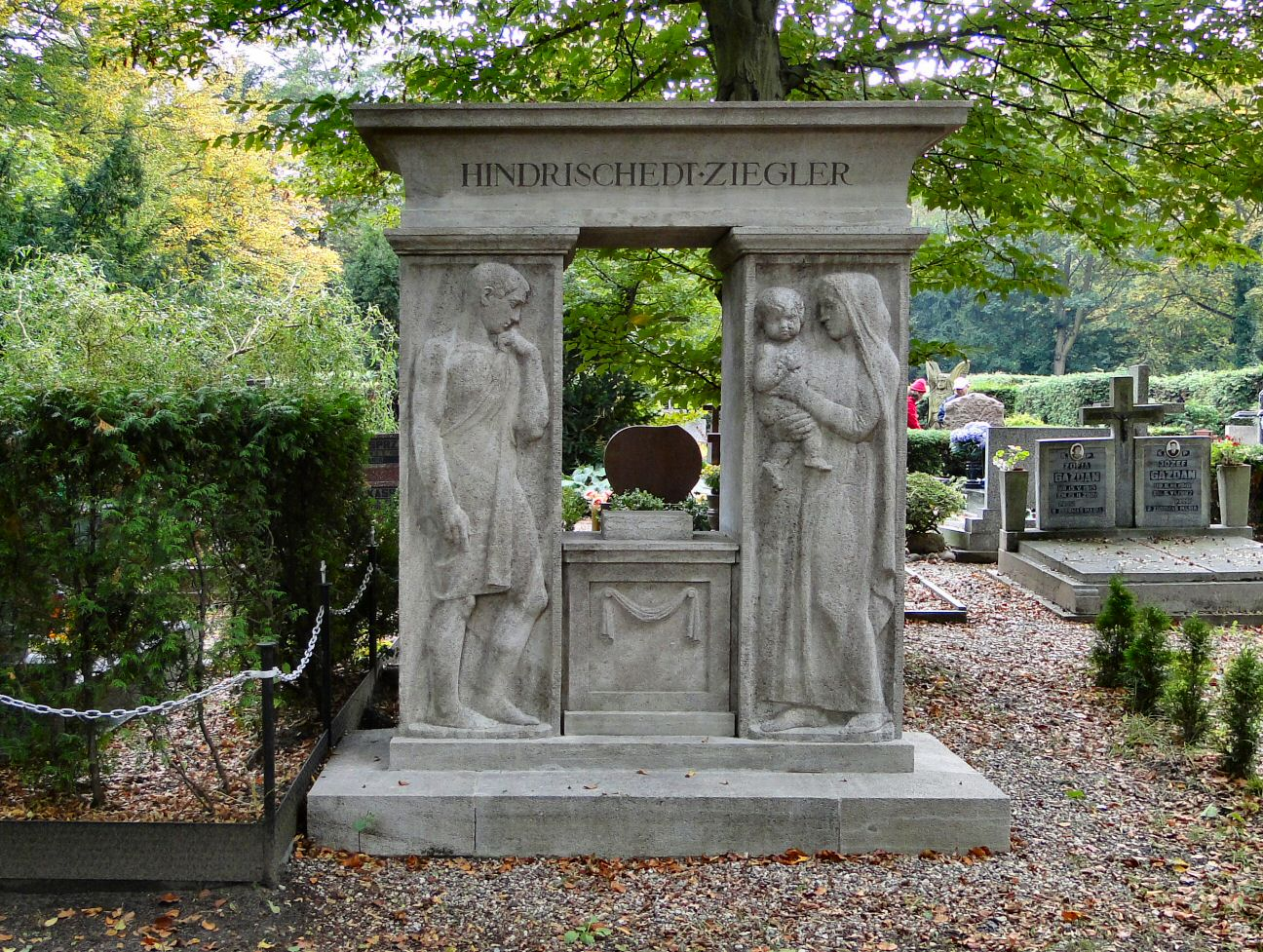
Grabstätte Ziegler
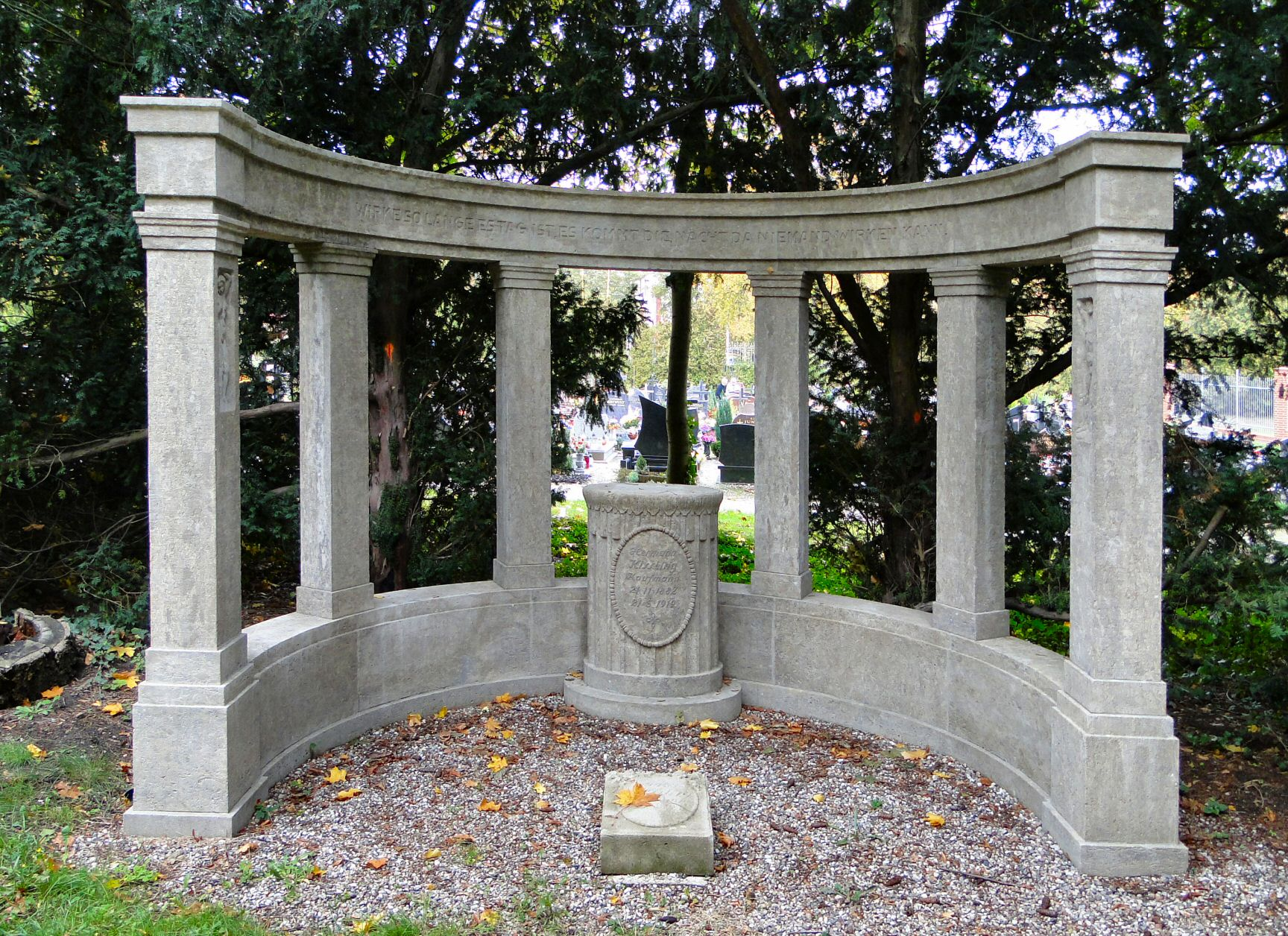
Grabstätte Kissling
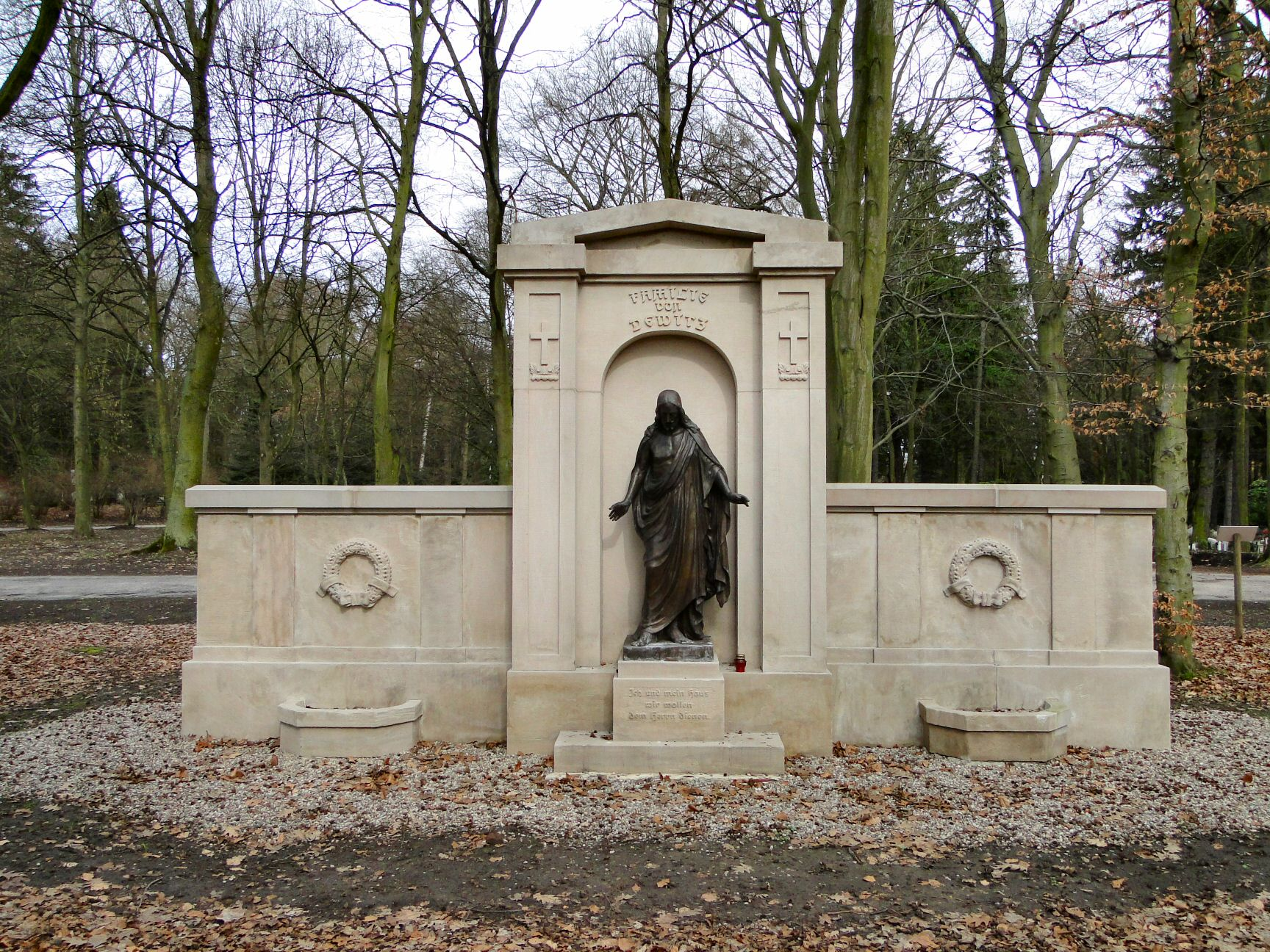
Grabstätte Dewitz
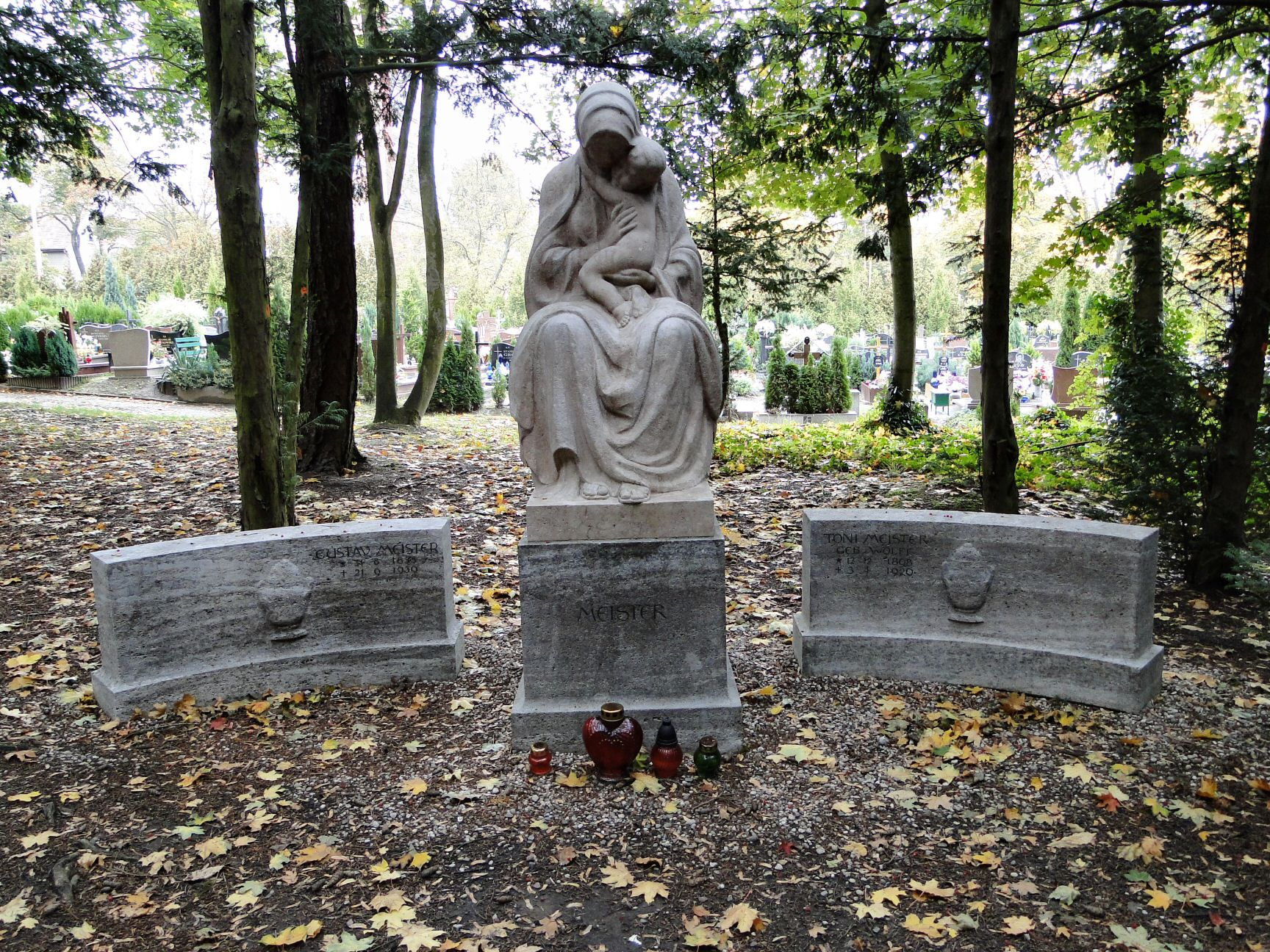
Grabstätte Meister
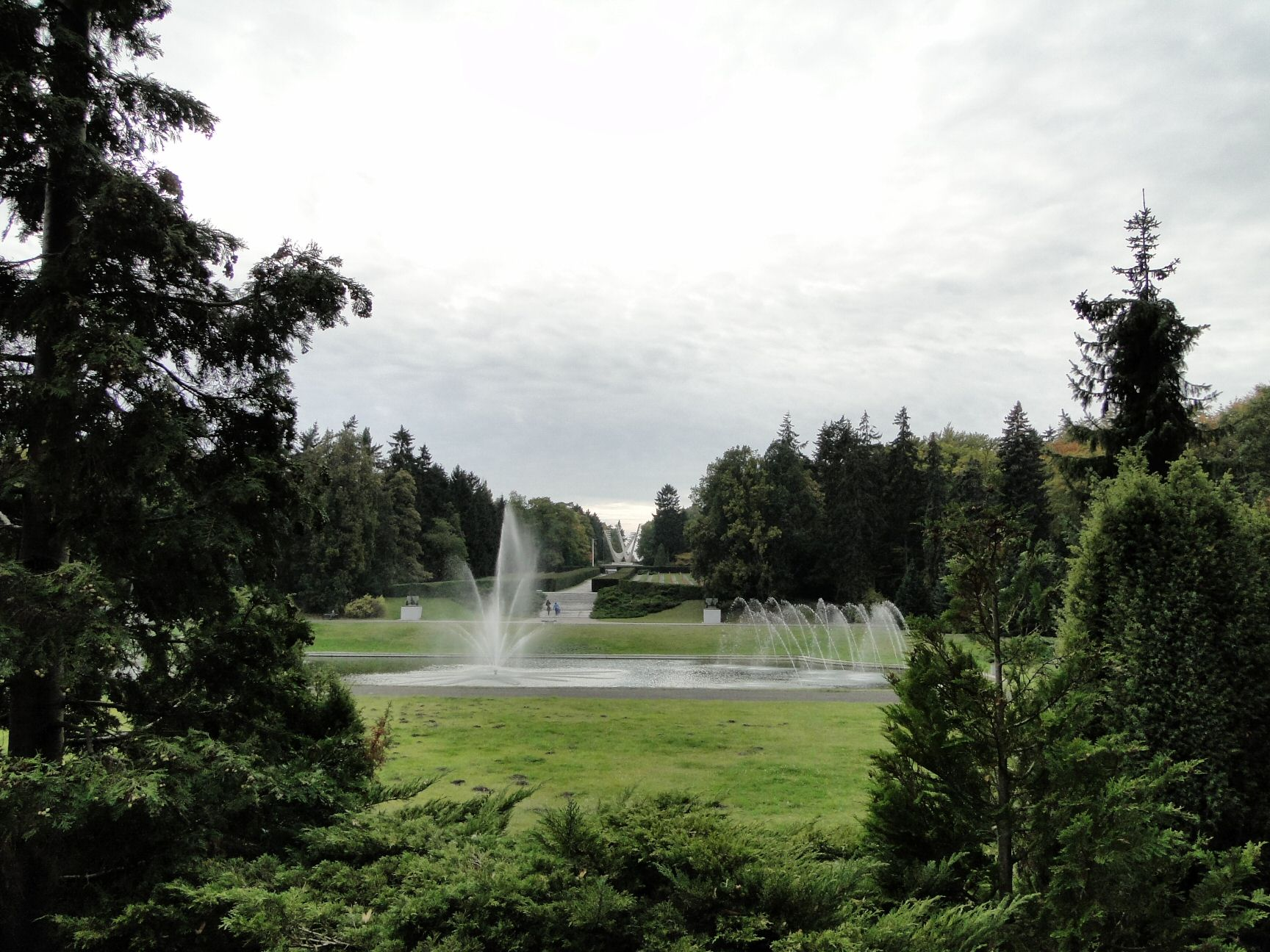
Die große Fontäne